# نیوتن ولنس
نیوتن ولنس (به انگلیسی: Newton Valence) یک روستا و محله مدنی در بریتانیا است که در ایست همپشر واقع شده‌است. نیوتن ولنس ۲۲۶ نفر جمعیت دارد.